# Geografía de Antofagasta

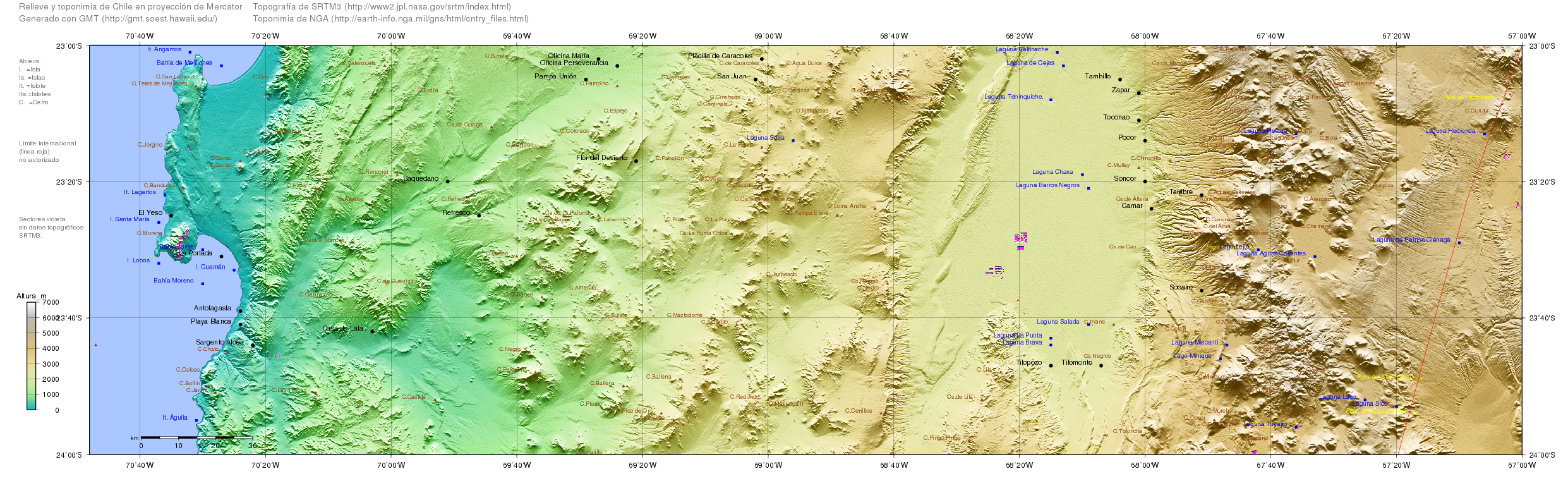
Relieve topográfico y toponimia de la región en torno de Antofagasta.

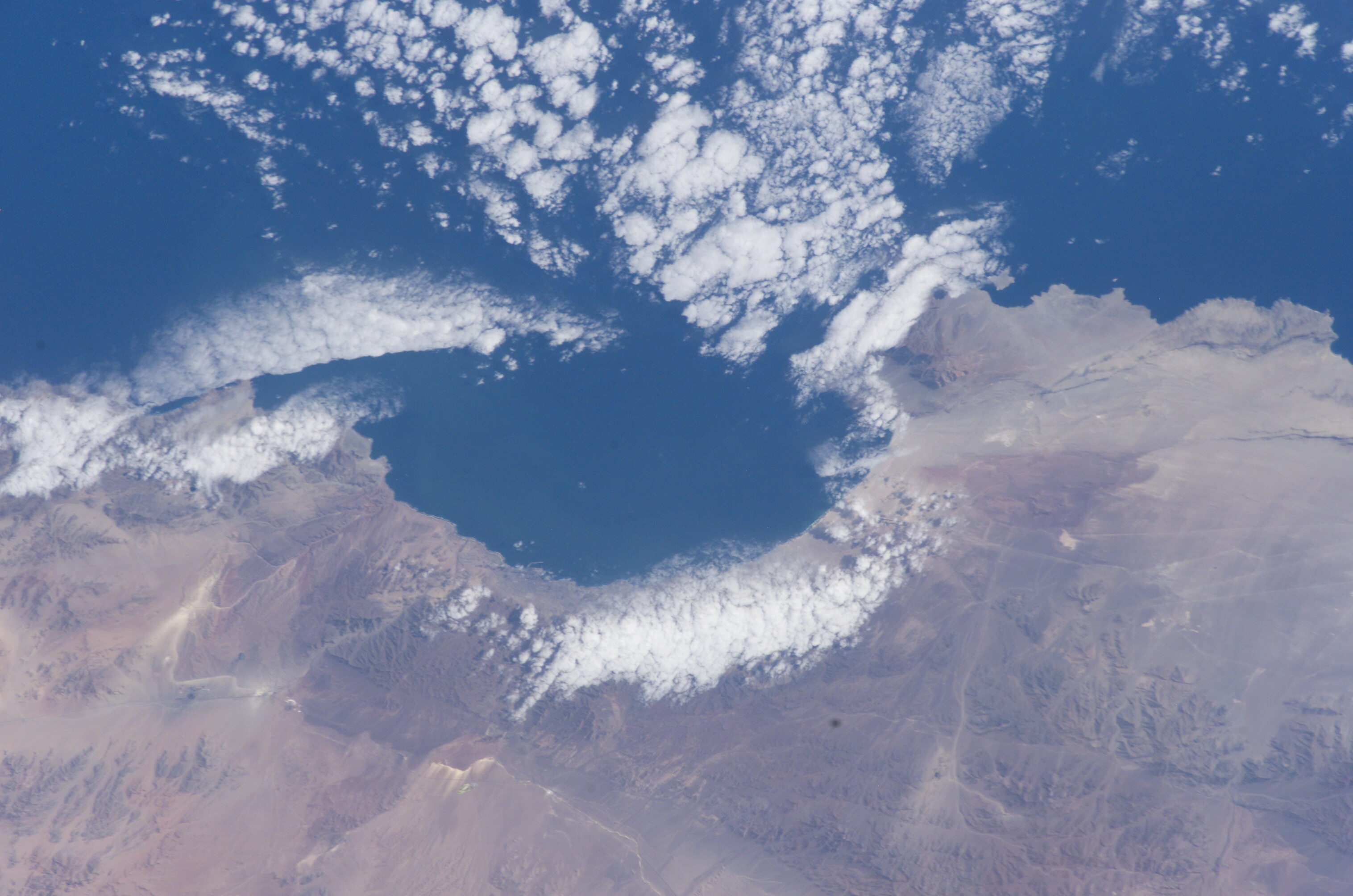
Imagen satelital de Antofagasta.

La ciudad de Antofagasta está ubicada a 23°38'39 S de latitud y 70°24'39 O de longitud, con una elevación media de 40 m s. n. m.
El límite norte de la comuna recorre una serie de hitos, siendo destacables (de oeste a este) Punta Lagartos, Cerro Negro, Cerro Valenzuela, Cerro Carrasco, Cerro Amarillo, Cerro Búfalo, Cerro Mastodonte, Cerro Mariposas, Cerro Cerrillos, Cerro Pingo, Cerro Pajonales y finalmente una parte de la Pampa Piedra Pómez. En el límite sur destacan Punta Dos Reyes, Cerro Paranal, Cerro Alto de Varas, Cerro Guanaco, Cerro Negro del Tolar, Cerro Punta del Viento, Cerro Varitas, Cerro Puntas Largas, Cerro San Rosendo y el Cerro Dos Hermanos.
El área urbana de Antofagasta se encuentra ubicada en las planicies litorales, al sur de la Península de Mejillones y al norte de Cerro Coloso. El Trópico de Capricornio coincide en el sector norte de la ciudad, fuera del radio urbano, donde se ubica el Aeropuerto Nacional Andrés Sabella Gálvez. Por esta razón el 21 de diciembre de 2000 se inauguró el Hito Monumental del Trópico de Capricornio.
Posee escasa vegetación por estar inserta dentro del Desierto de Atacama, el cual es el desierto más árido del mundo.

## Clima
La comuna de Antofagasta presenta una variedad climática de cuatro tipos (presente en toda la Región de Antofagasta), la cual varía según la altitud.
El sector costero presenta un clima desértico con nublados abundantes (BWn), que se caracteriza por una ausencia de precipitaciones, una marcada nubosidad parcial matinal (que produce camanchaca), una alta humedad relativa y la mínima variación estacional de la temperatura (debido a la baja oscilación térmica). La regulación de la temperatura se debe a la cercanía con el mar, a la participación de la Corriente de Humboldt y a la presencia del anticiclón semipermanente del Pacífico Sur, que genera vientos desde el sur y desde el suroeste. Todo esto se traduce en temperaturas suaves y estables durante la mayor parte del año. Este clima corresponde al sector donde se ubica la ciudad.
Ya tras la Cordillera de la Costa, se encuentra un clima desértico normal (BWk), con una temperatura media anual que sobrepasa los 18 °C.
En el sector de la Cordillera de Domeyko se encuentra un clima desértico frío (BWk¹), con una temperatura media anual que no sobrepasa los 18 °C.
Finalmente en el sector más interno, previo a la Cordillera de los Andes, encontramos un clima frío de tundra por altura (ETH).
La temperatura media anual es de 16,4 °C, la temperatura mínima mensual es de 13 °C y la temperatura máxima mensual es de 20 °C. A pesar de esto, en la ciudad hay registros climáticos bastante extremos. En el verano de 1998 se registraron 31,8º de máxima (18 de enero). y los 3º registrados una mañana del 27  de agosto de 1949.
| Parámetros climáticos promedio de Antofagasta | Parámetros climáticos promedio de Antofagasta | Parámetros climáticos promedio de Antofagasta | Parámetros climáticos promedio de Antofagasta | Parámetros climáticos promedio de Antofagasta | Parámetros climáticos promedio de Antofagasta | Parámetros climáticos promedio de Antofagasta | Parámetros climáticos promedio de Antofagasta | Parámetros climáticos promedio de Antofagasta | Parámetros climáticos promedio de Antofagasta | Parámetros climáticos promedio de Antofagasta | Parámetros climáticos promedio de Antofagasta | Parámetros climáticos promedio de Antofagasta | Parámetros climáticos promedio de Antofagasta |
| Mes                                           | Ene.                                          | Feb.                                          | Mar.                                          | Abr.                                          | May.                                          | Jun.                                          | Jul.                                          | Ago.                                          | Sep.                                          | Oct.                                          | Nov.                                          | Dic.                                          | Anual                                         |
| --------------------------------------------- | --------------------------------------------- | --------------------------------------------- | --------------------------------------------- | --------------------------------------------- | --------------------------------------------- | --------------------------------------------- | --------------------------------------------- | --------------------------------------------- | --------------------------------------------- | --------------------------------------------- | --------------------------------------------- | --------------------------------------------- | --------------------------------------------- |
| Temp. máx. media (°C)                         | 24.0                                          | 24.0                                          | 23.0                                          | 21.0                                          | 19.0                                          | 18.0                                          | 17.0                                          | 17.0                                          | 18.0                                          | 19.0                                          | 20.0                                          | 22.0                                          | 20.2                                          |
| Temp. mín. media (°C)                         | 17.0                                          | 17.0                                          | 16.0                                          | 15.0                                          | 13.0                                          | 12.0                                          | 12.0                                          | 12.0                                          | 13.0                                          | 14.0                                          | 15.0                                          | 16.0                                          | 14.3                                          |
| Precipitación total (mm)                      | 0.1                                           | 0.1                                           | 0.0                                           | 0.0                                           | 0.3                                           | 0.7                                           | 0.4                                           | 0.1                                           | 0.3                                           | 0.0                                           | 0.0                                           | 0.0                                           | 2                                             |
| Fuente: MSN Weather 29 de marzo de 2008       |                                               |                                               |                                               |                                               |                                               |                                               |                                               |                                               |                                               |                                               |                                               |                                               |                                               |

## Geomorfología

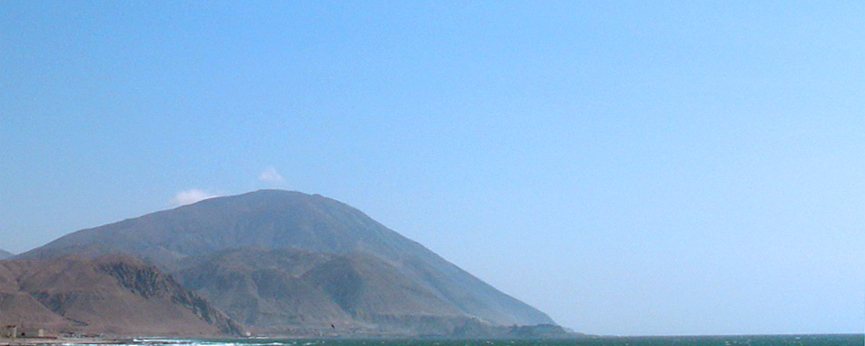
Cerro Coloso.

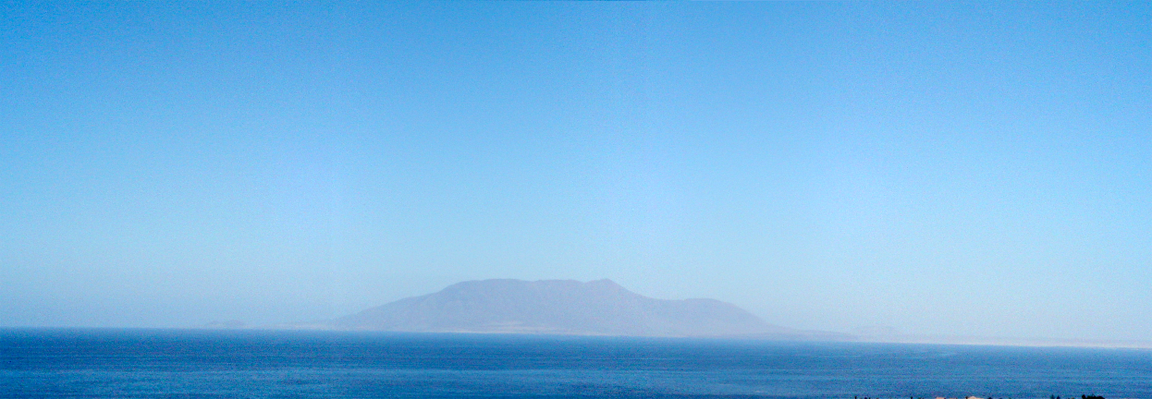
Cerro Moreno y Bahía Moreno.

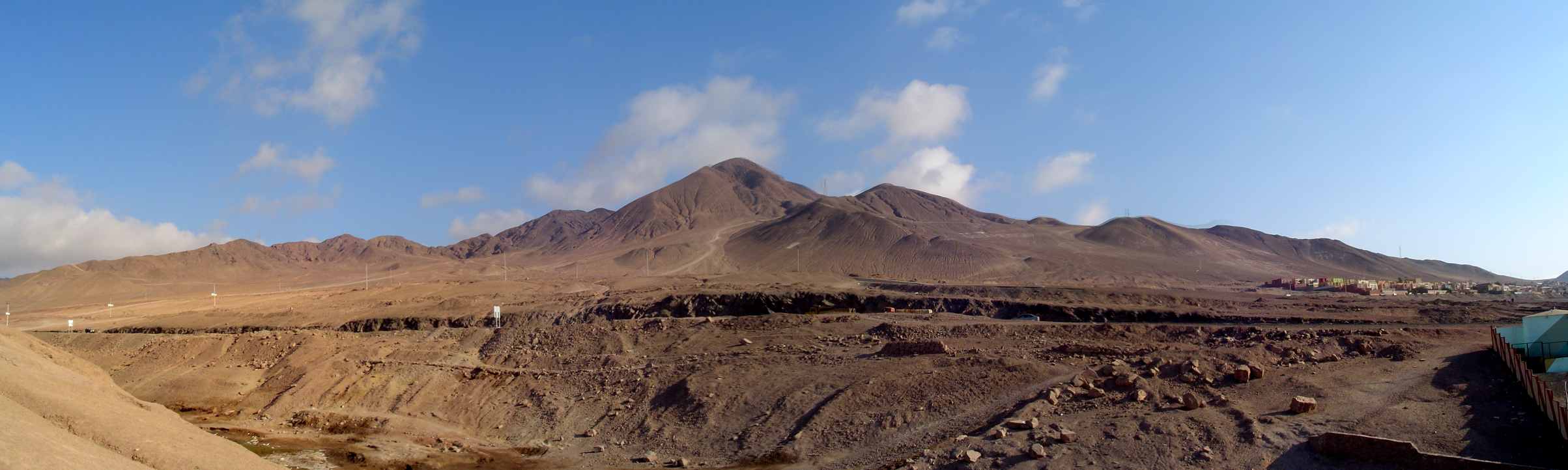
Quebrada El Carrizo.

Antofagasta se encuentra sobre suelos rocosos, duros y resistentes. Sobre esta capa se encuentra un suelo denso de arena y fragmentos rocosos de tamaño medio.
La ciudad posee una geomorfología irregular por la presencia de colinas escarpadas que son parte de Cordillera de la Costa en su borde del este, y por el Océano Pacífico al oeste. La formación del macizo rocoso hace que la pendiente sea abrupta.
El borde costero de la ciudad posee sedimentos volcánicos, en contraste con la constitución de los cerros de arena fina. Existen alrededor de quince quebradas que presentan hoyas con acumulaciones de arena y grava. Dentro de las hoyas de mayor amplitud están la Hoya La Chimba, Hoya Caracoles, Hoya La Cadena, Hoya La Negra y Hoya El Way. Estas hoyas y sus respectivas quebradas, además de la Quebrada sin nombre, Quebrada Baquedano, Quebrada El Toro, Quebrada El Carrizo y Quebrada Jardines del sur, las cuales fueron las responsables de los anegamientos producto del aluvión de 1991.
Dentro de los cerros más importantes de la geografía de la comuna de Antofagasta se encuentra el volcán Llullaillaco, el Cerro Los Morros lugar donde están las antenas de radio, televisión y empresas de telecomunicaciones (a 1150 m s. n. m.), el Cerro El Ancla (a 270 m s. n. m.), el Cerro Chato (a 485 m s. n. m.), el Cerro Moño (a 483 m s. n. m.), el Cerro Coloso (s 938 m s. n. m.), el Cerro Bolfín (a 961 m s. n. m.), el Cerro Jarón (a 988 m s. n. m.), el Cerro Alcalde Poblete (a 979 m s. n. m.), el Cerro Gordo (a 668 m s. n. m.), el Cerro Fortuna (a 963 m s. n. m.) y el Cerro Moreno (a 1.290 m s. n. m.).
En el borde costero, la comuna cuenta con dos porciones insulares, llamadas Isla Guamán (ubicada frente a Caleta La Chimba, a 23°33'00” S de latitud y 70°25'00” O de longitud) e Isla Santa María (ubicada frente a Caleta Constitución, a 23°26'00” S de latitud y 70°37'00” O de longitud).

## Hidrografía
La presencia del anticiclón del Pacífico provoca una marcada ausencia de precipitaciones. La media anual de precipitaciones es de solo 4 mm, las cuales se producen generalmente en los meses de junio, julio y agosto. De manera muy especial las precipitaciones pueden extenderse hasta los meses de noviembre y diciembre, como consecuencia del fenómeno del invierno altiplánico.
Dentro de los recursos hidrográficos de la comuna, encontramos los salares, entre los cuales se destacan el Salar de Pajonales, el Salar Mar Muerto, el Salar Punta Negra y el Salar de Navidad. Además, la comuna presenta un pequeño cauce, el Río Frío.